# Sabanes
I Sabanes (o anche Sabones) sono un piccolo gruppo etnico del Brasile che ha una popolazione stimata in circa 180 individui. Parlano la lingua Sabanes (codice ISO 639: SAE) e sono principalmente di fede animista.
Vivono nello stato brasiliano di Rondônia, in un paio di villaggi nei pressi della città di Vilhena, nel sud dell'Amazzonia.
Rispetto agli altri gruppi indigeni della regione, i Sabanes sono più integrati nella società brasiliana. Molti di loro parlano anche il portoghese e il Nambikuára. Coloro che parlano nativamente la lingua sabanes sono pochissimi (solo 3 componenti del gruppo, mentre altre 10 persone conoscono il linguaggio ma non lo parlano in modo nativo).